# Mantis (Sistema de Defensa Antiaéreo Alemán)
El Sistema de Defensa Aérea MANTIS  (Sistema Modular, Automático y de Intercepción y Apuntado para Redes), anteriormente denominado NBS-C-RAM (Nächstbereichschutzsystem Counter-Rocket, Artillería y Mortero), es el último sistema de protección de muy corto alcance de La Fuerza Aérea Alemana, destinada a la protección de bases, particularmente en Afganistán. Es producido por Rheinmetall Air Defense, una subsidiaria de Rheinmetall de Alemania. Es parte del futuro proyecto de defensa aérea SysFla de la fuerza aérea. 
Se supone que el sistema NBS C-RAM debe detectar, rastrear y derribar los proyectiles entrantes antes de que puedan alcanzar su objetivo dentro de un rango muy cercano. El sistema en sí se basa en el sistema de armas de defensa aérea Skyshield de Oerlikon Contraves.
Un sistema NBS C-RAM consta de seis pistolas automáticas de 35 mm (capaces de disparar 1,000 disparos por minuto), una unidad de control de tierra y dos unidades de sensores. Todo el sistema está totalmente automatizado. Las armas disparan municiones programables "Ahead", desarrolladas por Rheinmetall Weapons and Munitions - Switzerland (antes Oerlikon Contraves Pyrotec). La munición lleva una carga útil de 152 proyectiles de tungsteno con un peso de 3.3 g cada uno.

Originalmente, el Ejército alemán ordenó un primer lote de dos sistemas en 2009, y dos más en 2013. Todos los sistemas MANTIS se transfirieron a la Fuerza Aérea Alemana, que ahora es responsable de todas las tareas de defensa aérea. Los dos primeros sistemas cuestan alrededor de € 110.8 millones, más otros € 20 millones para fines de capacitación y documentación. En un contrato de seguimiento, por un valor aproximado de € 13,4 millones, Rheinmetall también entregará las municiones correspondientes al ejército alemán.
El Bundeswehr alemán se hizo cargo del primer sistema MANTIS el 1 de enero de 2011. 
El 7 de febrero de 2023, Alemania anunció que donaría dos sistemas MANTIS a Eslovaquia para fortalecer las defensas aéreas eslovacas de forma permanente.

## Mantis 2
El Mantis II es una versión mejorada del Mantis, un sistema de defensa antiaéreo de corto alcance desarrollado por la empresa alemana Diehl Defence. El Mantis II tiene un alcance mayor y un poder de fuego más potente que el Mantis original.
El Mantis II tiene un alcance de hasta 10 kilómetros, lo que le permite alcanzar objetivos aéreos más lejanos. El Mantis II también tiene un nuevo sistema de radar que le permite detectar objetivos más pequeños y rápidos.
El Mantis II se fabricará en España. En marzo de 2023, el Gobierno español anunció un acuerdo con la empresa alemana Diehl Defence para la fabricación del Mantis II en España.
El acuerdo prevé la fabricación de 100 sistemas Mantis II en España, con un valor estimado de 1.000 millones de euros. La fabricación se llevará a cabo en las instalaciones de la empresa española Indra Sistemas, en Sevilla.
La fabricación del Mantis II en España es un importante acuerdo de defensa entre España y Alemania. El acuerdo ayudará a fortalecer la industria de defensa española y a crear puestos de trabajo en el país.
Aquí hay algunos detalles específicos sobre la fabricación del Mantis II en España:
- Lugar de fabricación: Sevilla, España
- Empresa fabricante: Indra Sistemas
- Número de sistemas a fabricar: 100
- Valor estimado del acuerdo: 1.000 millones de euros

Algunos de los Mantis 2 fabricados en Sevilla se quedarán en España. El gobierno español ha anunciado que planea comprar 10 sistemas Mantis 2 para las Fuerzas Armadas españolas.
Los Mantis 2 españoles serán utilizados para proteger las bases militares españolas, los aeropuertos y otros objetivos críticos. La adquisición de los Mantis 2 es un importante paso para mejorar la defensa aérea de España.
Los sistemas Mantis 2 fabricados en Sevilla se entregarán a España en 2027.
Además de los 10 sistemas Mantis 2 que comprará España, también se espera que otros países europeos se interesen por el sistema. Rheinmetall ha anunciado que está en conversaciones con varios países para la exportación de los Mantis 2.
Si se concretan estas exportaciones, la producción de los Mantis 2 en Sevilla podría aumentar considerablemente.